# Tomsängen
Tomsängen este o arie protejată (arie specială de conservare — SAC, sit de importanță comunitară — SCI) din Suedia întinsă pe o suprafață de 27,7 ha, integral pe uscat.

## Localizare
Centrul sitului Tomsängen este situat la coordonatele 59°02′03″N 15°42′37″E / 59.0341°N 15.7103°E.

## Înființare
Situl Tomsängen a fost declarat sit de importanță comunitară în iulie 2000 pentru a proteja un număr necunoscut de specii din flora spontană și fauna sălbatică aflate în arealul zonei. Situl a fost protejat și ca arie specială de conservare în martie 2011.

## Biodiversitate
Situată în ecoregiunea boreală, aria protejată conține 3 habitate naturale: Păduri de stejar sau de stejar și carpen sub-atlantice și medio-europene de Carpinion betuli, Pășuni din zone de pădure fino-scandinave, Păduri caducifoliate de mlaștină fino-scandinave.
La baza desemnării sitului se află un număr nedeclarat de specii protejate.